# ケント州立大学銃撃事件
ケント州立大学銃撃事件（ケントしゅうりつだいがくじゅうげきじけん　英:Kent State shootings, Kent State massacre）とは、1970年5月4日に、オハイオ州にあるケント州立大学で起きた銃撃事件で、米軍による中立国カンボジアへの爆撃に反対する大規模な抗議活動中に、オハイオ州兵が非武装の大学生を銃撃したものである。
28人の州兵が13秒間にわたって約67発を発砲し、学生4人が殺害され重軽傷者は9人（うち1人が永久麻痺）だった。撃たれた学生のうち数名は、同年4月30日にリチャード・ニクソン大統領がテレビ演説で発表したカンボジア作戦に抗議していた。撃たれた残りの学生達は近くを歩いていたり、遠くから抗議デモを眺めていた。
この銃撃には米国民の大きな反響が起こった。400万人規模の学生ストライキとなったため米国全土にある数百もの大学や高校が閉鎖され、さらにこの事件は既に社会的論争となっていたベトナム戦争における米国の役割に関する世論にも影響を及ぼした。

## 背景
1968年、リチャード・ニクソンはベトナム戦争を終結させると約束してアメリカ合衆国の大統領に選出された。1969年11月、ベトナムの村で多数（347から504人）の民間人が米軍によって虐殺されるソンミ村虐殺事件が暴露報道され、米国内でこの戦争に反対する世論が高まった。徴兵の仕様も1969年12月に変更され、第二次世界大戦以降で初となる徴兵のくじ引き  (Draft lottery (1969))  が実施された。このため以前の抽選方式で認められていた徴兵猶予が廃止され、多くの大学生と教授陣が影響を受けることとなった。
同戦争は1969年に終息しているように思われたため、新たなカンボジア侵略は紛争を悪化させるだけだと考えていた人達を怒らせた。タイム (雑誌)が「全国規模の学生ストライキ」と呼んだ抗議行動がアメリカ全土の大学キャンパスで沸き起こり、1970年5月上旬に起こる事件の舞台が整ったのである。

### ケント州立大の抗議活動、1966-1970年
1966年の帰郷パレードにて、抗議者たちは軍用装備のガスマスクを身に着けて歩いた。
1968年の秋、民主社会学生同盟(SDS)と大学の黒人学生団体が学園敷地内で警察の採用担当者に抗議する座り込みを実施した。抗議者への恩赦要請に成功して黒人学生250人が敷地から立ち去った。
1969年4月1日、SDSのメンバーが警察と衝突した場所の案件リストを持って管理棟に入ろうとした。その対応として、大学はSDSケント州支部の活動許可を取り消した。4月16日の抗議者2人に関する懲戒審理は、SDS支持派と反対派との間で衝突をもたらす結果となった。通報を受けたオハイオ州の高速警察隊が駆け付け、58人が逮捕された。この事件の顛末としてSDS幹部4人が懲役6か月となった。
1970年4月10日、青年国際党（通称イッピー）の指導者ジェリー・ルービンが学園敷地内で講演した。 現地報道によると、彼は「イッピー計画の第一段階は、自分の両親を殺すことです。親たちが一番の抑圧者になっている」と発言した。その2週間後、SDSメンバーで元学生だったビル・アンスレルは、俺が犬にナパーム弾を撃ってやるぞ、というイベントへのチラシを配布した。このイベントはナパーム弾反対の学生討論会だと判明した

## 時系列

### 4月30日
米軍部隊によるカンボジア侵攻が開始された、とニクソン大統領が発表した。

### 5月1日
ケント州立大学では、学生約500人のデモ集会が学園敷地の集会場 (Commons) で行われた。午後の授業出席のため群衆がいなくなったので、5月4日にあらためて抗議集会を継続する計画が立てられた。怒りは収まらず、歴史専攻の学生はニクソンが憲法を蔑ろにした象徴としてアメリカ合衆国憲法のコピーを埋めた。「どうして今も予備役将校訓練部隊 (ROTC) のビルがあるんだ？」と問いかける署名が木にくくられた。
町では深夜に騒乱が頻発し、人々がパトカーにビール瓶を投げたり繁華街のショーウインドウを割ったりした。その過程で彼らは銀行の窓まで壊し、警報が作動した。このニュースはすぐに広まり、被害を避けるため幾つかの飲食店が早じまいした。やがて、もっと多くの人々が破壊行為に加わった。
警察が到着する頃には120人の群衆が集まっており、中には通りで火を点けてしまう者もいた。学生だけでなく暴走族や野次馬もいるようだった。ケント市警察は総員が任務召集され、市長は非常事態を宣言してオハイオ州知事に応援を求めた。最終的に警察は催涙ガスを使用して群衆を繁華街から追いやり、彼らを数ブロック奥の学園構内に戻らせることに成功した。

### 5月2日
昨晩のことで、過激な革命派がケントにいてこの都市と大学を破壊しているとの噂が広まった。ケント市警察署長は、ROTCビル、地元の募兵局、郵便局が昨晩の破壊の標的にされていたと市長に伝えた。武器を隠し持った学生達が商店街を爆破させるための計画を練っているという未確認の噂もあった。市長はオハイオ州兵の代表と会談し、知事に報告して陸軍州兵をケントに派遣することを決定した。
要請を受けて州兵が到着した午後10時には、学園構内で大規模なデモが起こっており、同敷地内にあるROTCビルが燃えていた。放火犯は逮捕できなかったが、この火災による負傷者もいなかった。学園騒動に関する大統領諮問委員会 (President's Commission on Campus Unrest) の報告書によると次の通り。

FBIの調査によるROTCビル火災の情報では、積極的参加者の大部分がケント州の学生ではない事が示された。この火災が事前に計画済みだったことを示す証拠もある。鉄道発煙筒、マチェテ（山刀）、アイスピックは、平和的な集会では通常用いられない。

消火しようとする際に岩などで叩かれたと報告する消防官や警察官も幾人かいた。抗議参加者が消防ホースを運び出して切り刻んでしまうため、消防隊を幾つも召集しなければならなかった。州兵は催涙ガスを使用し、主に夜間外出禁止令違反で大勢を逮捕した。少なくとも学生1人が銃剣で軽傷を負った。

### 5月3日
消防署での記者会見では知事が激昂して机を叩き、学生のデモ参加者を非アメリカ人でオハイオ州の高等教育を破壊している革命派だと言及した。

我々が特にここケント市で目撃したものは、恐らく反体制派集団により実行された学園を標的とする最も悪質な暴動である。彼らは放火計画や破壊計画を立て、警察や州兵に岩を投げつけている。ここは、我々オハイオ州の法執行機関が一丸となって、彼らを追い出す時である。[中略]彼らは褐色シャツ隊や共産主義よりも悪質であり、アメリカで我々が擁する最悪の人種である。今こそ私はこう言いたい。彼らには学園を引き継ぐつもりなどない。我々は米国でこれまで結団された中でも最強で、非常に訓練された、過激な革命派集団に立ち向かっている、と私は考えている。

知事はまた、さらなるデモの禁止など州の非常事態を宣言する裁判所命令を取得するとも主張したが、実際にはその取得に決して踏み切らなかった。怯える市民からの圧力を受け、市長は夜間外出禁止令を出した。
午後8時頃、別の集会が学園構内で行われた。州兵が催涙ガスを使って群衆を追い払うも、学生達は再び結集して市長や学長との会談を望んで座り込みを行った。午後11時、州兵は夜間外出禁止令の発効を告げて学生達を寮へと帰らせ、数人の学生が州兵から銃剣を振るわれた。

### 5月4日

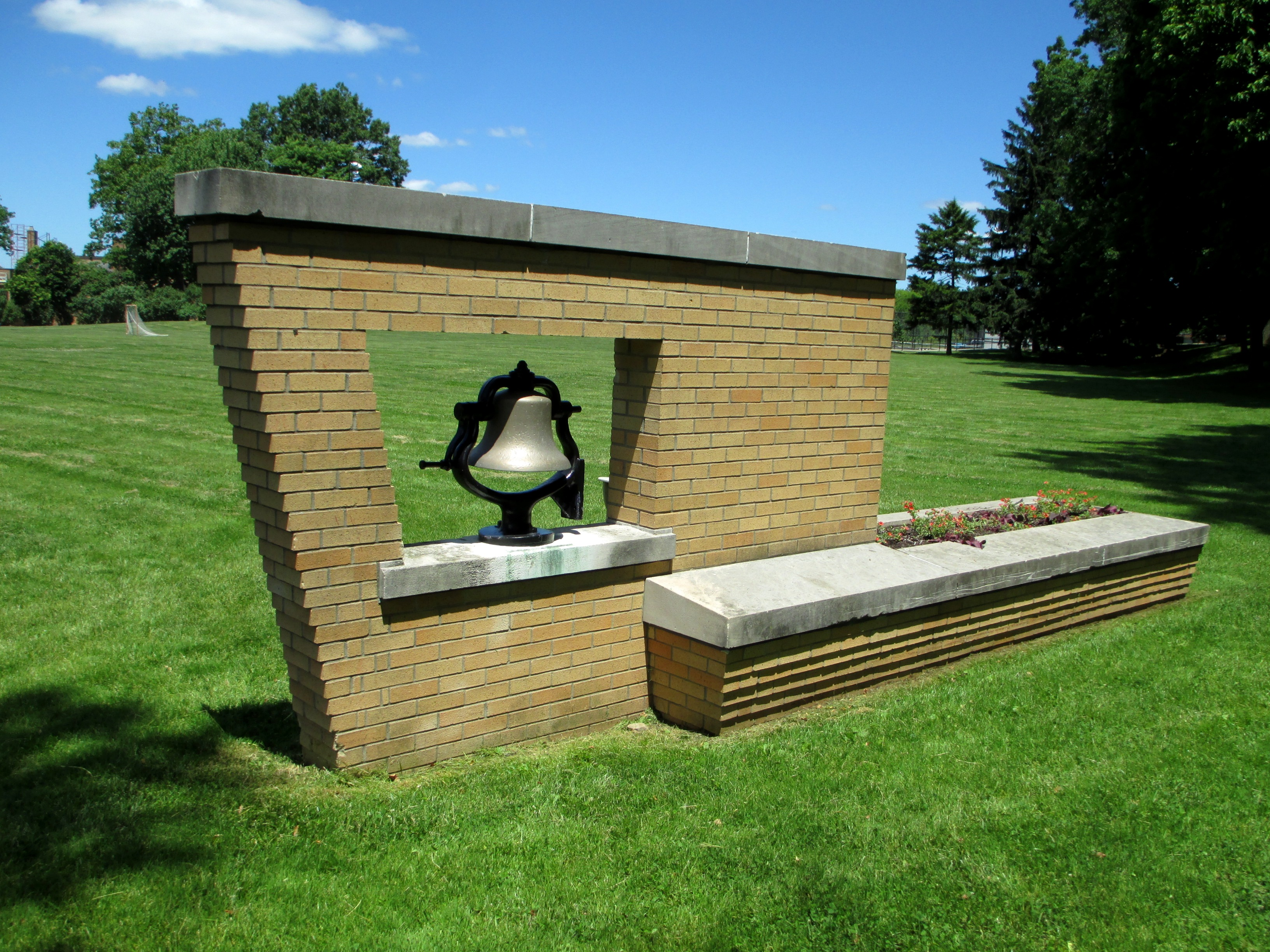
勝利の鐘 (The Victory Bell)

3日前に計画された抗議が正午に行われる予定となっていた。大学関係者は集会を禁止するべく、イベントが中止になったと書かれたビラ12,000枚を撒いたが、学園構内の集会場(Commons)には推定2,000人が結集した。抗議行動は、学園構内にある勝利の鐘を鳴らしてその開始を告げ、最初の抗議者が話し始めた。
学園敷地内にいたオハイオ州兵（歩兵隊と機甲部隊）が学生達を解散させようとした。その合法性は後の裁判で審議され、控訴審にて当局側が実際に群衆を追い払う権利を有するとの裁定が下された。追い払いの行動は午前中遅くに始まり、学園構内の警備員が州兵のジープに乗車して、学生たちに近づくと解散しなければ逮捕すると読み上げた。デモ参加者達は岩を投げたり構内警備員を叩くことで、ジープを退却させる対応を取った。
正午の直前に州兵が戻ってきて再び群衆に解散を命じたが、群衆の大半が拒否したことで催涙ガスを使用した。 風のため催涙ガスには群衆を追い払う効果がほとんどなく、何人かが州兵の列に岩を投げたり暴言を吐いた。学生達は催涙ガスの弾筒をガスマスク着用の州兵に放り投げて返した。

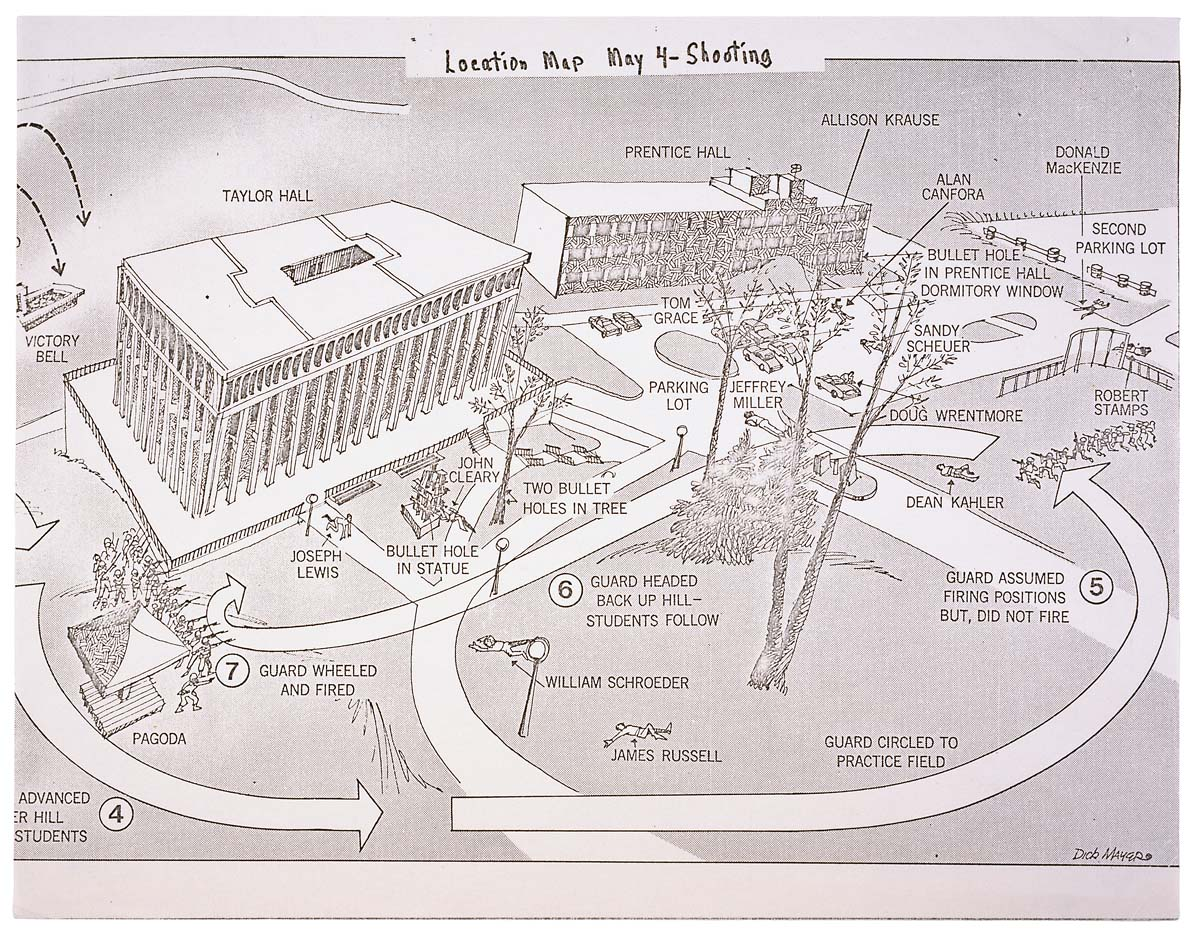
州兵の進軍ルートと銃撃場所の地図

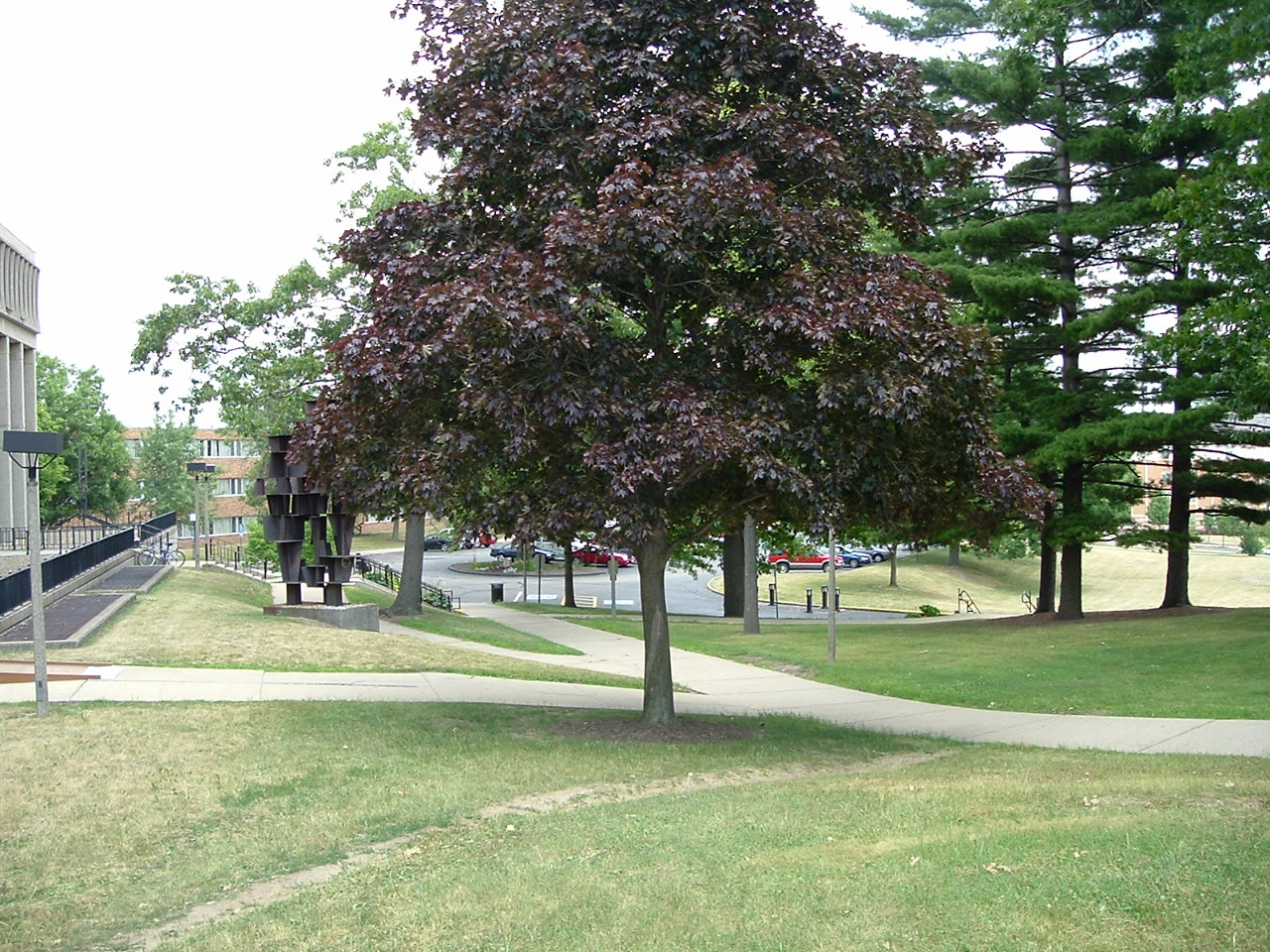
オハイオ州兵たちが銃撃した場所からの写真（上地図の⑦から⑥を撮影したもの）

群衆に解散するつもりがないことが明確になったので、M1ガーランドライフルに銃剣を装着した州兵部隊77人が、数百人のデモ抗議者に対して前進を始めた。州兵らが前進すると、デモ抗議者達は集会場から撤退してその多くが講堂(Taylor HallやPrentice Hall)周辺に集まった。一部の学生は留まって岩や催涙ガスの弾筒を投げる抵抗を続けていた。円を描くように進軍する（右図参照）州兵は、集会場へ戻るべく丘(Blanket Hill)の上まで引き返していった。講堂でこれを見ていた一部の学生が、集会場に引き返す兵士たちに向かってゆっくりと移動し始めた。
引き返して丘を登っている際に、数人の州兵が振り返っては講堂周辺にいる生徒たちの動向を見張っていた。目撃者によると午後12時24分に、マイロン・プライアーという軍曹が振り返って45口径のピストルで学生の群衆に発砲し始めた。学生達から最も近いところにいた州兵たちの多くも振り返って、彼らに向けてライフルを発射した。全体で、州兵77人のうち少なくとも29人が武器を発砲したと述べており、推定67発の弾薬が使用された。銃撃は13秒続いたと判定されたが「この射撃が1分近く続いた」と新聞社に告げる者もいた。銃撃が起こった理由については広い議論が続いている。

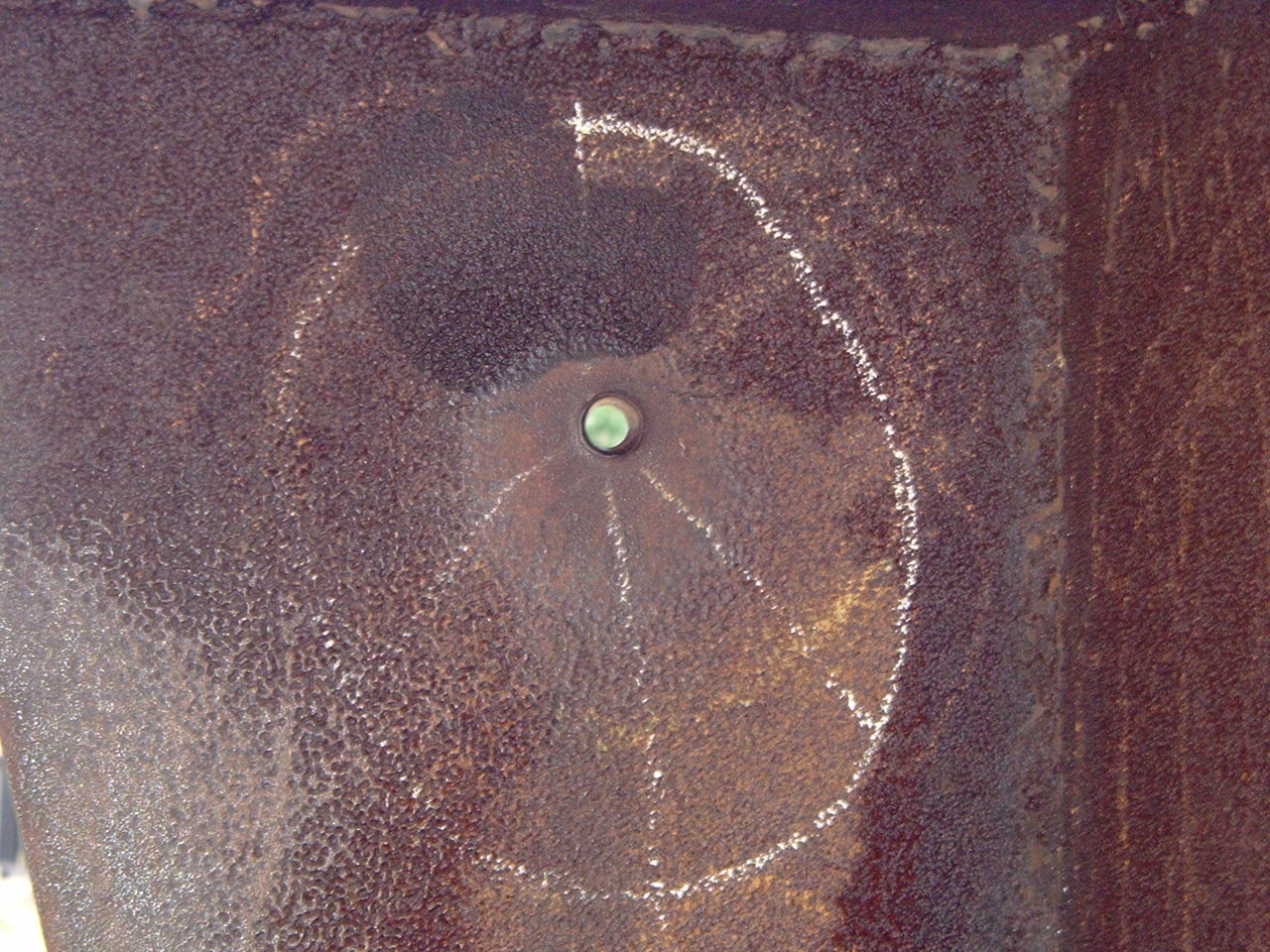
1970年5月4日に州兵の30口径銃が発砲されたことで、彫刻(Solar Totem #1)についた弾丸と凹み

オハイオ州兵の副司令官は狙撃手が（デモ抗議者側に）いて州兵に発砲したと記者団に語ったが、これが物議を醸す主張となった。事件後に州兵達の多くが命の危険を感じたと証言したが、彼らと死傷した生徒たちの間に距離があることから若干疑問視された。タイム誌は後に「ケント州では誤って引き金が引かれたわけではない」と結論付けた。学園騒動に関する大統領諮問委員会は、なぜ銃撃が起こったのかという問題の調査については避けた。代わりに、デモ抗議者と州兵の双方を厳しく批判しつつも「学生の群衆に向けた無差別なライフル発射で死者を出すというのは、あってはならないことで、正当性が無く、言語道断である」と結論付けた。
この銃撃で学生4人が死亡、9人が負傷した。殺された学生4人のうち2人、アリソン・クラウスとジェフリー・ミラーは抗議に参加していた。 残る2人、サンドラ・シャウアーとウィリアム・ノックス・シュローダーはある教室から次の教室に向かって歩いていた。シュローダーは学園構内の予備役隊員でもあった。死亡者のうち州兵から最も近かった距離がミラーの81ｍで、平均では州兵から105ｍ離れていた。
銃撃直後、怒った学生の多くが州兵に全面攻撃を仕掛ける準備を整えた。大学講師陣の多くは、学生達に集会場を立ち去って暴動拡大を起こさないよう嘆願した。説得から20分後、救急隊員が負傷者の看病をする頃に学生達は集会所を立ち去り、州兵達もそこから去った。説得を試みたフランク教授は「間違いなく何百人もの人命を救った」と、後に彼の息子が語っている。

## 被害者
死者4名
- ジェフリー・グレン・ミラー
- アリソン・B・クラウス
- ウィリアム・ノックス・シュローダー
- サンドラ・リー・シャウアー

負傷者9名
- ジョセフ・ルイス
- ジョン・R・クレアリー
- トーマス・マーク・グレイス
- アラン・ミッチェル・カンフォラ
- ディーン・R・カフラー
- ダグラス・アラン・ヴレントモア
- ジェームズ・デニス・ラッセル
- ロバート・フォリス・スタンプス
- ドナルド・スコット・マッケンジー

撃たれた学生は全員が大学で品方公正だったとされている。
当初の新聞報道では多くの州兵が死亡または重傷を負ったと不正確に書かれていたが、実際にはローレンス・シャファー軍曹という州兵1人だけで、彼は銃撃の10-15分ほど前に医療処置を要するほどの負傷を負った。

## 事件の余波や長期影響
この事件の犠牲者の写真は世界じゅうの新聞・雑誌に掲載され、米国のカンボジア侵攻およびベトナム戦争全般への反感を増幅した。中でも、射殺されたジェフリー・ミラーの遺体の奥で泣き叫ぶ14歳のメアリー・アン・ベッキーノを収めたジョン・ファイロの写真はピューリッツァー賞を受賞し、この事件を最も象徴する写真になると共に、ベトナム戦争反対運動を象徴する写真の一つとなった。
この銃撃事件は米国じゅうの大学構内における抗議や学生ストライキにつながり、全米で450超の学園構内が暴力・非暴力のデモ行為で閉鎖された。5月8日、ニューメキシコ大学における似たような対立事案ではニューメキシコ州兵により11人が銃剣で負傷した。他にも5月8日に、少なからずケント州での事件に反応して開催されたニューヨーク連邦公会堂での反戦抗議は、建設労働者による親ニクソン派集会と衝突してヘルメット暴動 (Hard Hat Riot) に発展する結果となった。銃撃事件直後に実施されたアーバン研究所の調査では、ケント州の銃撃事件が米国史上初となる全国的な学生ストライキ（学生400万人以上が抗議してストライキ期間中に米国の大学数百校が閉鎖される）になったと結論付けた。 ケント州立大学の構内は6週間にわたって閉鎖された。
銃撃事件から5日後、ワシントンD.C.で反戦および非武装の学生デモ参加者殺害に反対して10万人がデモを実施した。ニクソンのスピーチ原稿作家レイ・プライスは、当時のワシントンでのデモを回想して「街が武装キャンプになっていた。暴徒が窓を壊し、タイヤを切り、路上駐車の車を交差点に引きずり、跨線橋から下の道にベッドを投げ込んだりもした。これが学生の抗議とは思えなかった。学生の抗議ではなく、内戦状態だった」と述べている。ニクソン大統領は安全確保のため2日間キャンプ・デービッドに身を寄せ、大統領を守るために第82空挺師団が大統領府の建物地下に召集されたと、当時の大統領補佐官チャールズ・コルソンは語っている。
同銃撃事件へのニクソン政権の公的な対応は、反戦運動をする多くの人々に冷淡だと捉えられていた。後に国家安全保障担当補佐官のヘンリー・キッシンジャーは、大統領が「無関心を装っていた」と述べた。スタンリー・カーノウは著書『ヴェトナム/ある歴史』にて「（ニクソン）政権は当初この事件に無神経な対応をしていた。ニクソン政権の報道官ロン・ジーグラーは「異議が暴力に変わると悲劇を招いてしまう」ことを想起させるとしてこの死に言及した」と述べている。銃撃事件の3日前、ニクソンは米国の大学構内にいる抗議者達を「碌でなし」だと語り、これに対してアリソン・クラウスの父は「私の子供は碌でなしではない」と国営テレビで主張した。
カーノウはさらに、1970年5月9日未明に大統領が約30人の学生反対派に会い、そこでニクソンが「的外れで恩着せがましい独白で彼らに対応し、彼はそれで自らの慈悲を世間に知らしめようとする稚拙な試みをしていた」と書き記している。ニクソン側に付き従っていた大統領次席補佐官エジル・クローは、違った視点から「救済を差し伸べることは非常に重要で多大な取り組みだったと私は考えている」と述べている。いずれにしても、どちら側も相手を納得させることはできず、学生との会談後にニクソンは反戦運動する人たちは海外の共産主義者の手先だと表明した。学生の抗議活動の後、ニクソンはH・R・ハルデマンにヒューストン計画 (Huston Plan) の検討を依頼、これは反戦運動の指導者に関する情報収集に違法手順を使用するものだった。ジョン・エドガー・フーヴァーだけが抵抗して計画を止めたという。 
銃撃事件直後に実施されたギャラップ調査では、回答者の58%が学生を非難し、11%が州兵を非難し、31%は意見を表明しなかったと報道された。しかし、これらが合法的に正当化できるアメリカ市民への銃撃なのか否か、抗議行動やそれらを禁止する決定が合憲であったか否かには、幅広い議論がなされた。犠牲者の数を考慮して、一部の米国メディアは1770年のボストン虐殺事件になぞらえてこの事件に「虐殺(massacre)」という用語を当てた。
ケント州立大や他大学の学生は、しばしば帰省時に疎んじられた。家族から勘当される学生も何人かいた。
事件から10日後の5月14日、ジャクソン (ミシシッピ州)にあるジャクソン州立大学では似たような状況下で警察によって学生2人が死亡（12人が負傷）したが、この事件ではケント州立大銃撃事件ほど国民的注目を浴びなかった。
1970年6月13日、ケント州立大とジャクソン州立大でデモ抗議中の学生が殺されたという結末を受けて、ニクソン大統領は学園騒動に関する大統領諮問委員会（スクラントン委員会とも）を設立し、全米の大学で勃発している反体制、混乱、暴動を調査するよう命じた。同委員会は1970年9月の報告書で、ケント州立大におけるオハイオ州兵の銃撃は正当性が無いと結論付けた調査結果を発表した。その報告書には次のように書かれている。

たとえ州兵が危険に直面していたとしても、殺傷武器を要するほどの危険ではなかった。州兵28人による61発の銃撃は絶対に正当化できない。どうやら、射撃命令は下されておらず、射撃統制の規律が不十分だったようである。当然のことだが、学生デモ隊に立ち向かうのに装填済みライフルを州兵に携行させるのはこれで最後として、ケント州での悲劇は記録に留めておかねばならない。

### 法的措置
1970年9月、写真から特定された学生24人と教員1人が、5月4日のデモやROTCビル火災に関わったとの容疑で起訴された。この起訴に反証できる法的資料を提供するためケント法律弁護基金(Kent Legal Defense Fund)が組織された。ROTCビル火災に関連して全5件の訴訟が裁判にかけられた。ある訴訟では非学生の被告人1名が有罪判決を受け、他にも非学生2名が有罪を認めた。他の被告人1名は無罪となり、最後の告訴は棄却された。1971年12月、残りの20人に対する告訴はいずれも証拠不十分として棄却された。
州兵8人が大陪審により起訴された。州兵は自衛で発砲したと主張しており、これは刑事司法制度によって一般に受け入れられた主張である。1974年、米国地方裁判所は、検察当局の起訴内容が裁判理由としては弱すぎるとの理由から、8人全員に対する公民権訴訟を棄却した。
州兵、オハイオ州、ケント州立大の学長に対する民事訴訟も行われ、11週間の審議を経て、全ての請求について被告3者全員に全会一致の裁定が下された。これらの判決は、連邦裁判所判事が反対の陪審員に対する法廷外の脅迫を誤って処理したという理由で、控訴裁判所で棄却された。差戻しの再審で、この民事訴訟はオハイオ州から原告全員に総額675,000ドルの支払いを代償に和解が成立した。被告が公表した合意内容では、起こってしまったことを後悔していると彼らは述べた。
その後数年にわたり、反戦運動の多くがこの銃撃事件を「殺人」だと言及したが、州兵に対する刑事上の有罪判決は得られなかった。
ケント州立大の事件は州兵に群衆統制の方法を再検討させた。当時、州兵がデモ隊を追い払うのに必要とされた装備は、薬莢を込めたM1ガーランドライフル、ポンプ式ショットガン、銃剣、CSガス催涙弾だけだった。その後数年で、アメリカ陸軍はデモ隊を追い払うため殺傷までには至らない手段（ゴム弾など）の開発に着手し、デモ隊の間で死傷者が出ないようにするべく群衆統制と暴動鎮静の戦術を変更した。ケント州立大の事件によって運用変更された群衆統制の多くは、1992年のロサンゼルス暴動や2005年のハリケーン・カトリーナの余波における市民混乱など、似たような状況に直面した際に米国の警察や軍隊によって現在使用されている。 
この事件の副産物の1つに「1970年5月4日の事件の生きた記念碑として」ケント州立大学に1971年に設立された平和的変革センター(Center for Peaceful Change)がある。現在では紛争適用管理センター(Center for Applied Conflict Management,CACM)として知られ、米国で最初期の学園紛争解決プログラムの1つを開発した。暴動抑止に特化した暴動調査抑止研究所(Institute for the Study and Prevention of Violence)は1998年に設立された。
FBIの報告書によると、科目等履修生のテリー・ノーマンは学園構内の警察とFBI支部の双方に密告しているとして学生デモ抗議者達から既に目を付けられていた。ノーマンは5月4日の抗議行動に参加して、学生側の指導者を特定するべく写真を撮影しており、 一方で護身銃を携行してガスマスクを着用していた。
1970年、FBI長官のジョン・エドガー・フーヴァーは当時の下院議員からの質問に答えてノーマンがFBIのために働いていたことを否定し、その声明にノーマンが異議を唱えた。1973年8月13日、ノーマンが最初の発砲をしたかもしれないと示唆するメモを、インディアナ州の上院議員が当時のオハイオ州知事に送付したが、それは抗議者達がいる付近からの銃声に焚きつけられて州兵が学生に発砲を始めたという、ある州兵から受け取った証言に基づくものだった。
銃撃が起こって以降、米国では長年にわたり1970年5月4日の事件に関する議論が続いている。
負傷者9人のうち、2人が既にこの世を去っている（2007年6月にジェームズ・ラッセル、2008年6月にロバート・スタンプス）。

### ストラブテープと政府の追加調査
2007年、負傷した学生の1人アラン・カンフォラがイェール大学の蔵書ライブラリに銃撃音声テープの複製を持ち込んだ。オリジナルとなる30分間の録音テープは、学園構内を見下ろす寮の窓にマイクを置いたケント州立大通信科の学生テリー・ストラブによって作成されたものだった。当時、カンフォラはこのテープの音声増幅版「ここにいる！構え！狙え！撃て！」が銃撃の順序を明らかにしていると主張した。あの事件で自分が発砲したことを認め、1974年の刑事訴訟で起訴されるも訴状が棄却された州兵のローレンス・シェファーは、2007年5月にRecord-Courier紙の地方版で 「自分には発砲命令など全く聞こえなかった、自分が言えることはそれが全てです」と語った。このテープが命令を明らかにしているとの主張について、シェファーは「無かったんだろうとしか言えないが、あらゆる喧噪と騒音があって、あの日に誰がどんなことを聞き取れたのか自分は分からない」と続けて語った。またシェファーは「狙え(point)」が適切な発砲命令の一部だったことはない筈だとも述べた。
ストラブテープは、クリーブランド・プレーン・ディーラー紙から「国家的に尊敬される法医学オーディオの専門家」と評される2名によって2010年に分析され、州兵は発砲命令を与えられたと結論付けた。これは銃撃に至るまでの出来事を捕捉している唯一の知られている記録である。プレーン・ディーラー記事によると、増幅させた記録では男性の声で「ガード(Guard)！」と叫び、 数秒が経過。その後「よし発砲準備！」「伏せろ！」と誰かが緊急に（恐らく群衆の中で）叫ぶ。最後に「ガード！...」に続く2秒後に銃声が響き渡った。発話部分全体は17秒にわたる。音声テープをさらに分析した結果、州兵が発砲する約70秒前に4回のピストル銃声みたいな音と衝突が起こっていたことが明らかとなった。この新たな分析はテリー・ノーマン（FBIへの情報提供者で、騒動中にピストルを携行していた学生）の役割に関する疑問を提起した。アラン・カンフォラは結論に達するのは時期尚早だと語った。
2012年4月、米国司法省は訴訟の再開に「克服しがたい法的かつ証拠上の障壁」があると判断した。また同年、FBIはピストル銃声と説明されているものがドアの開閉だった可能性があることや音声聞き取りも判別不能だとして、ストラブテープが決定的ではないと結論付けた。それでも、生存者と現在のケント州立大学生による団体はこのテープが銃撃の軍事命令を州兵に与えられたことを証明していると信じ続けており、第3者機関の分析を使って訴訟を再開するよう米政府の役人に請願している。この団体は、州兵達も犠牲者だという考えであり、個々の州兵を告発起訴することは望んでいない。
そうした団体の一つ、ケント州の真相審理(Kent State Truth Tribunal)
は2010年にアリソン・クラウスの遺族らによって創設され、この銃撃事件に関する米国政府の説明責任を求めている。2014年、同団体は米国に批准された市民的及び政治的権利に関する国際規約のもと国連人権委員会による第3者機関の評価を要請したと発表した。

## 慰霊碑と追悼
事件の数カ月前にケント州立大学で制作されたロバート・スミッソンのランド・アート作品「Partially Buried Woodshed」には、事件後まもなく一部の人達により事件と関連づけたような再解釈の文章が追加された。
1971年から1975年まで毎年5月4日、ケント州立大学総務課は銃撃の公式追悼行事を主催した。1976年にそうした追悼を行わないという大学側の発表を受けて、学生や同志達からなる5月4日実行部隊(May 4 Task Force)が設立され、1976年以降はこの団体が学園構内で追悼式を開催している。式では一般に、学園構内周辺でのサイレント・マーチ、キャンドル・ビジル、被害者たちを追悼する打鐘、目撃者や遺族たちの訴えなどが行われる。
事件から7年後に大学側が銃撃現場の一部に体育館の別館を建てようとしたため、5月4日実行部隊など数十人の抗議者がこれを阻止するべく、1977年5月12日にテント村をケント州立大構内につくって60日以上生活した。193人が強制退去および逮捕された後、7月12日に法執行機関がようやくテント村を終焉させた。この事件は全米で報道され、同案件は米国最高裁判所に持ち込まれた。
1978年、米国の芸術家ジョージ・シーガルは、クリーブランドのミルドレッド・アンドリュース基金から（大学との合意も得て）銃撃を追悼するブロンズ彫刻の作成を依頼されたが、彫刻の主題イサクの燔祭が大きな物議になると考えた大学管理側によって完成前に拒否された。完成したシーガルのブロンズ彫刻「アブラハムとイサク：1970年5月4日ケント州の記憶」は、代わりにプリンストン大学が1979年に受け入れ、現在は同大学の礼拝堂と図書館の間にある。
銃撃から20年後の1990年、学生抗議が行われた集会場を見下ろす大学敷地内にこの事件の追悼慰霊碑が建立された。モニュメントの建設は物議を醸し、最終的には設計の7％だけが建設された。この慰霊碑には銃撃での死亡者や負傷者の名前は刻まれていないが、圧力をうけて大学は彼らの名前の入った銘板を慰霊碑近辺に設置することに同意した。
1999年、事件の銃撃で死亡した学生4人の遺族の要請で、大学は講堂の間にある駐車場に各学生個別の慰霊碑を建てた。4つの慰霊碑はそれぞれ、その学生が致命傷を負った正確な場所に置かれている。花崗岩の枠内にある石碑は高さ約60cmの街灯で囲まれ、枠の一角に各生徒の名前が刻まれた大理石の板が置かれている。
2004年、ジェフリー・ミラーが通っていたニューヨーク州の高校(John F. Kennedy High School)に簡素な石の記念碑が建立された。
2007年、オハイオ歴史協会の銘板がケント州立大学の学長より献呈され、1990年の慰霊碑と共に講堂駐車場に置かれた。銃撃事件負傷者の1人で2007年に心臓発作で亡くなったジェームズ・ラッセルの追悼式も、同年に実施された。
2008年、ケント州立大学は事件の来訪者センターを講堂(Taylor Hall)の部屋に造る計画を発表し、2013年5月の式典日に正式に開設された。
2010年2月23日、約7haに及ぶ一帯が「ケント州の銃撃現場」としてアメリカ合衆国国家歴史登録財に記載された。その場所は通常、それらが重要とされる最低50年間は登録簿に追加することができず「例外的な重要性」案件のみ即座に追加可能である。この登録は2010年3月5日の国立公園局リストに掲載された。同現場の寄与資産は、講堂(Taylor Hall)、勝利の鐘(the Victory Bell)、丘にある東屋(The Pagoda)、銃痕がついた彫像(Solar Totem)、講堂前の駐車場、などである。国立公園局はこの場所について「米国史上最大の学生ストライキを引き起こし、ベトナム戦争に関する世論に影響を与え、射撃後の裁判で確立された判例を作り上げるなどの広範な影響を及ぼしており、また政府が理不尽かつ殺傷的な兵力をもって抗議中の市民と衝突した結果として事件が起こった象徴的な場所である点を鑑みるに、米国内で重要なものだと考えられる」と説明している。
2016年、銃撃地点がアメリカ合衆国国定歴史建造物に指定された。同年9月、ケント州立大学の図書館は国立公文書館の歴史記録委員会からの助成金を受けて、銃撃前後に起こった行為や反応に関する資料をデジタル化する計画に着手した。

## 事件に言及した作品

### ドキュメンタリー
- 1970:『Confrontation at Kent State』-ケント州立大学の映画製作者が銃撃直後に撮影したもの。
- 2000:『Kent State: The Day the War Came Home』-銃撃事件で負傷した学生、死亡した学生らの遺族、目撃者、州兵、とのインタビューをまとめたもので、エミー賞を受賞。
- 2007:『4 Tote in Ohio: Ein Amerikanisches Trauma』-銃撃事件で負傷した学生、目撃者、米国特派員だったドイツ人報道記者 とのインタビューをまとめたもの。
- 2008:『How It Was: Kent State Shootings』-ナショナルジオグラフィック (テレビチャンネル)制作のシリーズ番組で放映されたもの[89]。
- 2010:『Fire In the Heartland: Kent State, May 4, and Student Protest in America』-負傷学生を一部含む多くの人達によって語られた、銃撃事件やその余波をまとめたもの。
- 2015:『The Day the '60s Died』-ケント州立大学所蔵の写真や映像、目撃者による事件の回想をまとめたPBS制作の作品。
- 2017:『The Vietnam War: The History of the World(April 1969-May 1970) Episode 8』-ケント州立大学所蔵の写真や映像、目撃者による事件の回想をまとめたPBS制作のシリーズ番組で放映されたもの。

### 映画やテレビ
- 1974: 『ザ・トライアル・オブ・ビリー・ジャック』-この映画のクライマックス場面は州兵が非武装の学生を銃撃して致命傷を負わせるところを描いており、クレジット部分で特にケント州立大事件とそれ以外の学生銃撃事件に言及している[90]。
- 1981: 『Kent State』 -ドキュメンタリー調のテレビドラマ[91]。
- 1995: 『ニクソン』-オリバー・ストーン監督によるこの映画には実際の銃撃映像が使われており、またこの事件が映画の物語で重要な役割を果たしている。
- 2000: 『The '70s』 - ヴィネッサ・ショウ と エイミー・スマート主演による短い連続テレビ番組で、ケント州立大の学生4人が銃撃事件の影響を受けてからの10年に及ぶ変遷を描いた作品[92]。
- 2002: 『The Year That Trembled』-ケント州立大銃撃殺人の影響が残る1970年オハイオ州を舞台とした、成人を迎える映画[93]。
- 2009: 『ウォッチメン』-冒頭で、ケント州立大銃撃事件が短時間登場する。
- 2017: 『ベトナム戦争 （TV)』第8話-ケント州立大銃撃事件の背景、事件、影響についての短い言及部分があり、当時の映像や写真が使用されている。

### 文学

#### 劇
- 1976: 『Kent State: A Requiem』-1976年初演。ビル・シュローダーの母親の観点から語られるこの劇は、1970年代-90年代にかけて欧米の大学150校以上で上演された（2007年が最終公演）。これは1981年のドキュメンタリー調ドラマ『Kent State』 の元ネタでもある[94]。
- 2010: 『May 4 Voices』-事件40周年を記念して、ケント州の詩文センター理事と演劇科教授が協力して書き上げた劇[95]。
- 2012: 『4 Dead in Ohio: Antigone at Kent State』-シェイマス・ヒーニーの戯曲『Burial at Thebes』を使った『アンティゴネ (ソポクレス)』の改作劇。2012年11月に上演[96]。
- 2019:『Les Terroristes』-Alton L. Kolpien Jr.著[97]。

#### 小説
- 1971:『Alone Against Tomorrow』-ハーラン・エリスンの作品集で、殺害された学生4人に捧げられたもの[98]。
- 1988-1992:『Dragonsword』三部作-Gael Baudino著。銃撃事件でかろうじて銃弾から逃れた教育助手の話が展開する。彼女が兵士になって、その経験と影響が数十年たった現在もどれほど自分のトラウマになっているのか、頻繁に言及される。
- 2010:『How Nixon Taught America to do The Kent State Mambo』-Jerry Fishman著。この悲劇に関するファンタジー小説[99]。
- 『ザ・スタンド』-スティーヴン・キングの終末型小説。作中に、国家を破滅させるウィルスの出所を隠蔽している政府に抗議する学生達を米軍兵士が銃撃しているところを、ケント州立大の警官が目撃するシーンがある[100]。

### 音楽
ケント州での死に反応した最も有名な大衆文化の1つが、クロスビー、スティルス、ナッシュ&ヤングのニール・ヤングによって書かれた抗議歌「オハイオ」である。すでにヒット曲を飛ばしていた彼らはこの曲を急遽録音し、事件から3週も経たずに「オハイオ」が全米で流されることとなった。同グループは1997年5月4日に初めてケント州立大学を訪れ、第27回追悼式典でこの楽曲を演奏した。
他にも知名度はやや劣るが以下の楽曲がある。
- 1970：ハーヴェイ・アンドリューズの「Hey Sandy」は、サンドラ・シャウアーに宛てた楽曲[101][103]。
- 1970：スティーヴ・ミラー・バンドのアルバム『ナンバー5』に収録されている「Jackson-Kent Blues」が事件を直接反映した楽曲[101]。
- 1971：ザ・ビーチ・ボーイズのアルバム『サーフズ・アップ』に収録されている「Student Demonstration Time」[104]。リーバー＆ストーラーの楽曲「Riot in Cell Block Number Nine」の歌詞をマイク・ラヴが新たに書き換えて、ケント州立大銃撃事件や他の事件（血の木曜日事件やジャクソン州立大学銃撃事件）に言及したもの[101]。
- 1970：ブルース・スプリングスティーンが5-6月に、この事件を反映した「Where Was Jesus in Ohio」を作詞している[105]。
- 1970-71：銃撃事件当時ケント州立大の音楽教授だったハリム・エル＝ダブは、自身の経験を反映したオペラ「Opera Flies」を作曲した。この作品は1971年5月8日にケント州立大学で初演され、1995年の25周年追悼式典で復活公演を果たした[106]。
- 1971：女優で歌手のルース・ウォリックが発表した楽曲「41,000 Plus 4 -The Ballad of the Kent State」が、ケント州で殺された学生4人への賛歌である[107]。
- 1971：事件当時ケント州立大の大学院生だった作曲家兼ピアニストのビル・ドビンズが、この事件に触発されてジャズ楽団のための前衛的作品「"The Balcony"」を作曲した[108]。
- 1971：デイヴ・ブルーベックの声楽作品「Truth Is Fallen」は、ケント州立大およびジャクソン州立大で殺された学生を投影して書かれた。この作品は1971年5月1日に初演され、翌年にLPレコードが発売された[101][109]。
- 1971：アイズレー・ブラザーズの「Ohio/ Machine Gun」は、ジミ・ヘンドリックスの「マシンガン」を含んだカバー曲で、銃撃の効果音が使われている。
- 1972：アルフレッド・リードが、イリノイ州立大学の委嘱により、この事件の犠牲者を悼む吹奏楽曲『イン・メモリアム』In Memoriamを作曲した。
- 1974：ホーリー・ニアの『A Live Album』に収録されている「It Could Have Been Me」が、事件に対するニアの個人的反応である[110]。
- 2005：銃撃追悼35周年に、音楽とインタビューのCD2枚組記念アルバムが5月4日実行部隊から発売された[111]。
- プリテンダーズのリーダーとなるクリッシー・ハインドは事件当時高校2年生で、この抗議に参加した学生だった[112]。彼女の元バンド仲間[113]マーク・マザーズボーとジェラルド・キャセール（彼らはディーヴォ結成）もまた、銃撃時にケント州立大学に通っていた。キャセールは射殺されたアリソン・クラウスから約4.5ｍの位置にいて[114]、別の死亡した学生と友達だったとも伝えられている。彼とにとってこの銃撃事件は世界の見方が変わる瞬間で[115]、バンドにとっては純粋なジョークが減り、斜に構えたブラックユーモアはあるものの社会批判がより多くなった[114]。
- 1995：マグピーのアルバム『Give Light』に収録されている「Kent」は、ケント州立大銃撃事件で無事だったバンド仲間のテリー・レオニーノが作詞した[106]。
- 1970：ジェネシスの『侵入 (アルバム)』に収録されている「ザ・ナイフ」は、州兵の視点からこの事件を再構築している[101]。
- 1973：バーバラ・デインのアルバム『I Hate the Capitalist System』には、「The Kent State Massacre」という楽曲が収録されている[116]。
- 1990：ベトナム戦争とケント州の事件に影響を受けたという[117]ミュージシャンで政治活動家のジェロ・ビアフラは、カナダのバンドD.O.A.とのコラボアルバム『Last Scream of the Missing Neighbors』に収録されている風刺曲「Wish I Was in El Salvador」でこの銃撃に言及している[118]。
- スウェーデンのロックバンドGläns över Sjö＆Strandのアルバム『Är du lönsam lilla vän?』に収録されている「Ohio 4 maj 1970」が、この銃撃事件に関する楽曲である[119][120]。